# The Album (ABBA)
The Album è il quinto album del gruppo musicale svedese degli ABBA, pubblicato nel dicembre del 1977. La sua uscita coincise con la programmazione nelle sale cinematografiche del film ABBA spettacolo. 
Dall'album furono estratti due singoli di grande fortuna: The Name of the Game e Take a Chance on Me. Il disco fu rimasterizzato digitalmente nel 1997 prima e nel 2001, sotto l'etichetta Universal Records.

## Il disco
Esattamente come Arrival l'album godette di notevole successo, diventando il terzo consecutivo degli ABBA a piazzarsi al primo posto nella classifica in Regno Unito. Take a Chance on Me diventò inoltre il primo singolo degli ABBA per vendite negli Stati Uniti, superando addirittura Dancing Queen, che invece si era fermato solo al terzo posto nella Billboard Hot 100.
In "Move on" la strofa iniziale vede la insolita partecipazione di Benny che si limita tuttavia a recitarne le parole.
Le ultime tre tracce vengono indicate come parte di un musical intitolato a una "ragazza con i capelli d'oro" che però non vide mai la luce. Tra queste "Thank you for the music" sarà pubblicata su singolo nel 1983 come canto del cigno della band che aveva da poco annunciato il suo scioglimento.
Nel film "Abba - the movie" che testimonia della trionfale tournée australiana, si possono ascoltare frammenti di un brano intitolato "Get on the carousel", il quale rimase anch'esso inedito al pari del musical mai portato a compimento. 

## Tracce
1. Eagle – 5:53 (Andersson, Ulvaeus)
2. Take a Chance on Me – 4:03 (Andersson, Ulvaeus)
3. One Man, One Woman – 4:37 (Andersson, Ulvaeus)
4. The Name of the Game – 4:53 (Stikkan Anderson, Andersson, Ulvaeus)
5. Move on – 4:45 (Anderson, Andersson, Ulvaeus)
6. Hole in Your Soul – 3:43 (Andersson, Ulvaeus)
7. Thank You for the Music* – 3:51 (Andersson, Ulvaeus)
8. I Wonder (Departure)* – 4:34 (Anderson, Andersson, Ulvaeus)
9. I'm a Marionette* – 4:05 (Andersson, Ulvaeus)
10. Thank You for the Music** (versione Doris Day) – 4:03 (Andersson, Ulvaeus)

(*): dal minimusical The Girl with the Golden Hair.
(**): bonus track nella ristampa dell'album.

## Classifiche
Album
| Anno | Classifica                      | Posizione |
| ---- | ------------------------------- | --------- |
| 1978 | Classifica album in Regno Unito | 1 (7)     |
| 1978 | The Billboard 200 (USA)         | 14        |

Singoli
| Anno | Singolo              | Classifica               | Posizione |
| ---- | -------------------- | ------------------------ | --------- |
| 1977 | The Name Of The Game | Classifica singoli UK    | 1 (4)     |
| 1978 | Take A Chance On Me  | Classifica singoli UK    | 1 (3)     |
| 1977 | The Name Of The Game | Billboard Hot 100 (USA)  | 12        |
| 1978 | The Name Of The Game | Adult Contemporary (USA) | 9         |
| 1978 | Take A Chance On Me  | Billboard Hot 100 (USA)  | 3         |
| 1978 | Take A Chance On Me  | Adult Contemporary (USA) | 9         |

## Formazione

### Gruppo
- Benny Andersson - voce, tastiere, sintetizzatore
- Agnetha Fältskog - voce
- Anni-Frid Lyngstad - voce
- Björn Ulvaeus - voce, chitarra acustica

### Altri musicisti
- Janne Schaffer - chitarra elettrica
- Roger Palm - batteria
- Ola Brunkert - batteria
- Lasse Wellander - chitarra elettrica
- Rutger Gunnarsson - basso
- Malando Gassama - percussioni
- Lars Carlsson - flauto, sassofono